# Svisci
Svisci su rod glodavaca koji obitava na Sjevernoj zemljinoj polutci, na prostoru od Sjeverne Amerike preko Sibira pa sve do Himalaje.
Živi u jazbinama koje kopa u zemlji na dubine do 4 metra neodređene dužine međusobno povezanih s više ulaza zbog bijega od grabežljivaca koji ga love. Naraste do veličine manjeg psa pa ga često zamjenjuju za slične životinje, npr. dabra. Smatra se da je bio jedan od nositelja kuge, jedne od najvećih svjetskih pošasti.
Svisci se hrane pretežno travama, korijenjem, lišajevima,
gomoljima biljaka i cvijećem. Spavaju zimski san.
Sviščev dan slavi se u Sjevernoj Americi 2. veljače.

## Vrste
- Marmota baibacina - sibirski smeđi svizac Altajskog gorja
- Marmota bobak -  nastanjuje središnju Europu i središnju Aziju
- Marmota broweri - nastanjuje Aljasku
- Marmota caligata - nastanjuje sjeverozapad Sjeverne Amerike
- Marmota camtschatica - nastanjuje istočni Sibir
- Marmota caudata - središnjoazijski zlatni i crveni svizac
- Marmota flaviventris - nastanjuje jugozapad Kanade i zapad SAD žutoprsi
- Marmota himalayana - nastanjuje Himalajsko gorje; Tibetansko snježno prase
- Marmota marmota - alpski svizac nastanjuje Alpe, Karpate, Tatre i Pirineje
- Marmota menzbieri - nastanjuje središnju Aziju
- Marmota monax - svizac "vremenski prognozer" iz Sjeverna Amerike
- Marmota olympus - svizac s područja grada Washingtona SAD
- Marmota sibirica - sibirski svizac mongolijskog područja
- Marmota vancouverensis - svizac s područja vankuverskih otoka, Britanske Kolumbije i Kanade